# Rambo (NES)
Rambo (ランボー Rambo) es un videojuego de acción y aventura, con desplazamiento lateral. Fue producido por la empresa Pack-In-Video, lanzado en Japón el 4 de diciembre de 1987 por la compañía Acclaim para Nintendo Entertainment System (NES) y en mayo de 1988 en Norteamérica. Se basa en la película Rambo: First Blood Part II.
Este juego fue criticado fuertemente por analistas y expertos en videojuegos por su baja calidad, por la pobreza de los gráficos, el bajo nivel de creatividad y la falta de similitud del personaje central con la de Sylvester Stallone. A pesar de las críticas, este cartucho se hizo popular debido al protagonismo del actor estadounidense Sylvester Stallone como personaje estelar.
La National Entertainment Collectibles Association, empresa que fabrica y comercializa juguetes coleccionables sobre videojuegos, música, deportes, televisión, entre otros, lanzó al mercado un juguete de edición limitada con el personaje de Rambo. La figura mide 7 pulgadas y trae consigo un cuchillo, lanzacohete, granadas y un arco.

## Videojuego
El juego comienza cuando el coronel Trautman le dice a Rambo si quiere salir o no de la prisión para emprender una misión en Vietnam. Los jugadores tienen una opción, pero no pueden avanzar en el juego a menos que acepten. Los jugadores avanzan por el campo y hablan con los demás, y cuando lo hacen con Trautman una vez más, éste le dice a Rambo cual es la misión. Después de esto, Rambo llega a un bosque y lucha contra arañas y otras criaturas. El juego se caracteriza por su jugabilidad, muy similar a Zelda II: The Adventure of Link, en el que el jugador puede matar a los enemigos para ganar puntos que le sirven de experiencia. Más adelante, Rambo recoge un arsenal de armas y combate contra soldados enemigos, pero esto ocurre cerca del final del juego.
El juego recibió críticas negativas por parte de aficionados, seguidores y personas especializadas. La falta de acción, la lentitud en los controles, sistemas de contraseñas complejas y escenas obsoletas e innecesarias, fueron aspectos cuestionados.
La versión lanzada para Estados Unidos termina con un simple fin, mientras que la japonesa contiene créditos personales. No se sabe con exactitud por qué sucedió esto en la versión americana.

## Recepción
By D.S. Cohen, miembro del portal web About.com y experto en videojuegos clásicos afirmó que Rambo carece de creatividad, sin mapas, con poco armamento pesado para defenderse y «gráficos de baja calidad». Lo más destacado de este cartucho según Cohen es la continuidad ilimitada que se ofrece, cierto nivel de comedia y la posibilidad de ver al teniente Marshall Murdock convertido en una rana gigante al final.
Levi Buchanan de IGN le considera un juego «terrible», con un pobre nivel de creatividad por parte de Acclaim Entertainment. Lo único sobresaliente es el armamento que utiliza Rambo para defenderse: cuchillos, flechas y otras armas de guerra.

### Figura
En 2014, la National Entertainment Collectibles Association rindió un homenaje al clásico videojuego, lanzando un juguete con las mismas características de Rambo.